# 蓋爾吉察鄉
44°48′N 26°16′E / 44.800°N 26.267°E
蓋爾吉察鄉是羅馬尼亞的鄉份，位於該國中南部，由普拉霍瓦縣負責管轄，面積26平方公里，海拔高度77米，2007年人口1,926，人口密度每平方公里75人。